# 린치 코리아
린치 코리아(Lynch Korea)는 대한민국의 마케팅 및 경영 컨설턴트 업체 중의 하나이다. L.S Holdings의 자회사이다. 현재는 대한민국 강남구에 위치해 있다.

## 역사
대한민국의 팝업 기업 인 L.S Holdings는 3번째 프로젝트인 린치 코리아를 2010년에 설립하였다. 당시 대한민국에 유행처럼 번지던 온라인 쇼핑몰들을 상대하는 온라인 마케팅 및 경영 컨설턴트 업체로는 최초였다.
총 자본 규모가 10억원에 달하고 수십억원의 자산을 운영하였으나 2012년 모기업 L.S Holdings의 부실로 총 수억원에 이르는 손실을 본후 현재는 독자 생존중이다. 서울 지역의 강남구에서 영업을 하고 있다.
L.S Holdings 린치코리아는 엘에스 홀딩스 코퍼레이션의 한국 시장과 글로벌 시장 비즈니스를 위한 마케팅 이름으로 사용되며, 기업, 상업, 투자금융과 영업 및 트레이딩 사업은 엘에스홀딩스 브랜드로 운영하고 있다.